# Famille Paulmier
 (février 2025).
Si vous disposez d'ouvrages ou d'articles de référence ou si vous connaissez des sites web de qualité traitant du thème abordé ici, merci de compléter l'article en donnant les références utiles à sa vérifiabilité et en les liant à la section « Notes et références ».
La famille Paulmier (ou Le Paulmier, Paulmyer , Palmyer) est une famille subsistante de la noblesse française originaire de Normandie. Elle est issue des seigneurs du Buschet, dans la paroisse de Gonneville-lès-Honfleur. Elle s'illustre au début du XVIe siècle avec Binot Paulmier de Gonneville, dit « le capitaine de Gonneville », premier navigateur français à arriver au Brésil en 1505, d'où il ramène le tupi Essomericq, qu'il adopte et qui continue sa lignée.

## Histoire
Le surnom Paulmier était donné aux pèlerins de retour de Judée avec des palmes. La famille Paulmier pourrait ainsi descendre de soldats étant allés en Croisade ou à Jérusalem pour visiter le tombeau de Jésus.
Selon un acte de 1421, le roi d'Angleterre Henri V confisque les biens de Guillaume le Paulmier probablement pour refus de le reconnaître comme maître légitime. Ce bourgeois de Honfleur s'installe ensuite à Gonneville, où il habitait en 1457. Plusieurs personnes nommées Le Paulmier sont notées dans les archives de la confrérie de la Charité de Honfleur, mais on ne connaît pas le lien de parenté entre ce Guillaume Le Paulmier ni les autres avec Binot Paulmier, dit le capitaine de Gonneville. Cependant, au XVIe siècle, la seigneurie de Gonneville appartient à Jean de Bellemare, époux de Françoise Le Paulmier. La famille Paulmier n'est alors que propriétaire que du fief du Bucquet, un hameau.
Binot Paulmier (dont le prénom semble être une variante de Benoît ou un diminutif de Robert) part en 1503 de Honfleur pour le Brésil portugais, à bord de L'Espoir. En 1505, un autochtone de la baie de Guanabara appelé Essomericq, âgé d'une quinzaine d'années, est confié par le chef Arosca, son père, au capitaine de Gonneville, avec promesse de revenir d'ici deux ans. Cependant, L'Espoir est arrêté et dépouillé par des corsaires anglais sur le retour, alors les associés de Gonneville à Honfleur refusent de l'aider à monter une expédition pour retourner au Brésil. 
Essomericq est baptisé à sa demande, et en hommage au capitaine qui tient le rôle de parrain, il prend le prénom Binot. Gonneville l'instruit de la religion chrétienne et il l'adopte en 1521, faisant de lui son légataire universel. La descendance d'Essomerciq s'éteint avec son arrière-arrière-arrière-petite-fille Marie-Anne Paulmier : en 1743, elle épouse François Douesy, seigneur d'Olendon, et le couple n'a pas d'enfants.

## Arbre généalogique
- Binot Paulmier de Gonneville, adopte
  - Essomericq, dit Binot Ier Paulmier (v. 1490-1583) x (1) Marie Moulin puis (2) une dame de Honfleur
    - (1) Binot II x Jeanne de Robillard
      - Jean-Baptiste (1565-1619) x Marquise d’Andréa
        - Charlotte x Jacques de Forbin, Sr. de La Barben
          - François Louis de Forbin La Barben
          - La Barben, abbé

      - Simone x Jean-Baptiste Le Doux de La Rozière
        - Jean (1632-1673), abbé et 1er chanoine de Lisieux
        - Gabriel x Françoise des Mollières
          - Robert-Antoine
            - Marie-Anne x François Douesy, Sr. d'Olendon

          - Jean-Baptiste (1699-1657), abbé et chanoine de Rocques

        - Robert (mort en 1701), abbé et 2d chanoine de Lisieux
        - Hélène
        - Marie x Charles des Mollières
          - Jean des Mollières de Laumondière

      - Olivier II (mort av. 1658) x Marie Collet de Boves

    - (1) Olivier  Ier
      - Robert, abbé

    - (1) Douze autres enfants
    - (2) Sept filles

## Référence
- Leyla Perrone-Moisés et Ariane Witkowski, Le voyage de Gonneville (1503-1505) et la découverte de la Normandie par les Indiens du Brésil, Paris, Chandeigne - Librairie Portugaise, 1995, 221 p.